# Hälge
Hälge är en svensk tecknad humorserie skapad av Lars Mortimer om den något melankoliske älgen Hälge och livet i storskogen kring byn Avliden. Serien skapades 1991 och hade premiär samma år i tidningen Svensk Jakt och därefter i Åsa-Nisse. Första numret av Hälges egen tidning utkom 2000. Tidningen ges ut av Egmont Serieförlaget en gång i månaden.
Serierna handlar om den sextaggade älgen Hälges liv i skogen där han ständigt flyr från jägaren Edwin, hans jakthund Blixten och jaktkompisen Uffe. Med finurliga metoder och mycket tur överlever Hälge jaktsäsongen år efter år. På vintern blir Hälge ofta deprimerad eftersom han tappar hornen och får ont om mat. Till övriga figurer i serien hör Edwins tålmodiga fru Ellen, älgkon Gullan som är Hälges stora obesvarade kärlek, igelkotten Kotten som är Hälges kompis, de båda Ugglorna som ger underfundiga kommentarer om allt som händer i skogen, de båda Korparna som symboliserar seriens mörka sida, Myrorna med flera.
Förutom själva tidningen utkommer även årligen serieböckerna Julalbum, Fotobok och Presentbok med tidigare samlade serier. Hälge har under åren även publicerats i 49 olika svenska dags- och kvällstidningar som bland annat Aftonbladet. 2013 noterades att cirka 80 dagstidningar i Sverige, Norge och Finland publicerade serien.

## Historia

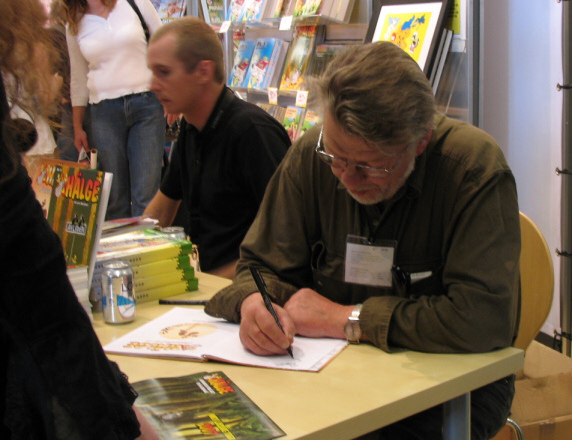
Hälges skapare Lars Mortimer på bokmässan i Göteborg, 2006.

### De första utgåvorna
Under 1990-talet har Hälge publicerats i olika dagstidningar och andra serietidningar. Premiären blev i tidningen Svensk Jakt nummer 7/8 1991. Det var uppenbart att läsarna tyckte om den och de ville sedan dess ha mer. Dock var det inte förrän år 2000 som Hälge gav ut sin första egna tidning. Den har sedan dess utkommit en gång i månaden.

## Uppbyggnad och humorstil
Hälge-serierna består vanligtvis av korta strippar på två till fyra serierutor. Ibland har dock vissa serier mer handling i sig och då kan det hända att de tar upp en hel tidningssida. Humorstilen i serierna varierar ibland, men består ofta av enkel ironi eller att någon figur i serien gör något plötsligt eller något som anses onormalt som denne sedan får skämmas för. Till exempel i en serie där Edwins hund Blixten grips av panik och tror att solen har försvunnit för att natten verkade vara ovanligt lång. Det förekommer även ofta svordomar i serien, såsom "fan" och "jävlar".

## Hälge-tidningen
Tidningen Hälge ges ut av serieförlaget Egmont Serieförlaget. De första två åren, 2000 och 2001, utkom tidningen med sex nummer, 2003 och 2004 med 8 nummer, 2005 med 10 nummer och sedan 2006 med 12 nummer per år. Förutom huvudserien Hälge finns det även ett par andra serier i tidningen som har kommit och gått under åren. Varje nummer innehåller även ett korsord och ibland medföljer också utökade korsordssidor som bilaga.

### Serier i tidningen
| Serietitel          | Författare        | Medverkan           |
| ------------------- | ----------------- | ------------------- |
| Hälge               | Lars Mortimer     | Nr 1/2000–idag      |
| Trendz              | Werner Wejp-Olsen | 2000–idag           |
| Kvast-Hilda         | Russell Myers     | Nr 5/2011–idag      |
| Fel sida            | Adrian Raeside    | Nr 1/2007–idag      |
| Himlens änglar      | Jan Romare        | Nr 4/2007–idag      |
| Grimmy              | Mike Peters       | Nr 1/2008–idag      |
| Tidigare serier     |                   |                     |
| Vattenhålet         | Lars Mortimer     | Nr 1/2010–Nr 3/2010 |
| Elaka Gubben        | Lars Mortimer     | 2000–nr 2/2001      |
| Uffe & Affe         | Marc Cuadrado     | Nr 8/2005–Nr 4/2011 |
| Kung Tutt           | Geoff Wattson     | 2000–nr 6/2001      |
| Kanske vist?        | Lars Jakobsen     | 2000–nr 3/2003      |
| Ottifanterna        | Otto Waalkes      | 2000–nr 12/2006     |
| Djurgården          | Wil Raymakers     | 2000–nr 12/2007     |
| Granbergs           | Glenn Foden       | Nr 4/2001–nr 7/2005 |
| Pyton               | Jan Romare        | Nr 4/2002–nr 7/2008 |
| Oss björnar emellan | Bill Schorr       | Nr 4/2003–nr 9/2005 |

## Seriealbum
| Tidigare serier med collage och roliga historier m.m. Utgivna på bokförlaget Semic - 1999 – Hälge: Hälge tar korn på älgtorn - 2000 – Hälge: Min skottkammare - 2001 – Hälge: En måltavla berättar - 2002 – Hälge: Älgen är lös - 2003 – Hälge: Tar Time Out - 2004 – Hälge 6: Bättre hornlös än rådlös - 2005 – Hälge 7: Laddar för jaktstart - 2006 – Hälge 8: När jägarna själva får älga - 2007 – Hälge 9: Hälge taggar ner - 2008 – Hälge 10: På spaning efter den älg som flytt - 2009 – Hälge 11: Hälge slår tillbaka - 2010 – Hälge 12: Världens starkaste älg...? - 2011 – Hälge 13: Över älven efter älgen - 2012 – Hälge 14: Älga för jaktstart - 2013 – Hälge 15: Älg på djupt vatten - 2014 – Hälge 16: Snabbare än Blixten - 2015 – Hälge 17: Mångalna i storskogen - 2016 – Hälge 18: Myggornas hygge - 2017 – Hälge 19: Stekt älg på strand - 2018 – Hälge 20: Ingen rök utan älg - 2019 – Hälge 21: Hälge blir skogstokig - 2020 – Hälge 22: Älg i fårakläder - 2021 – Hälge 23: Älg och lågor Tidigare serier i bokform Utgivna på bokförlaget Egmont Kärnan - 1996 – Hälge: Presentbok, Nr 1 - 1997 – Hälge: Presentbok, Nr 2 - 1998 – Hälge: Presentbok, Nr 3 - 1999 – Hälge: Presentbok, Nr 4 - 2000 – Hälge: Presentbok, Nr 5 - 2001 – Hälge: Presentbok, Nr 6 - 2002 – Hälge: Presentbok, Nr 7 - 2003 – Hälge: Presentbok, Nr 8 - 2004 – Hälge: Presentbok, Nr 9 - 2005 – Hälge: Presentbok, Nr 10 - 2006 – Hälge: Presentbok, Nr 11 - 2007 – Hälge: Presentbok, Nr 12 - 2008 – Hälge: Presentbok, Nr 13 - 2009 – Hälge: Presentbok, Nr 14 - 2010 – Hälge: Presentbok, Nr 15 - 2011 – Hälge: Presentbok, Nr 16 - 2012 – Hälge: Presentbok, Nr 17 - 2013 – Hälge: Presentbok, Nr 18 - 2014 – Hälge: Presentbok, Nr 19 - 2015 – Hälge: Presentbok, Nr 20 - 2016 – Hälge: Presentbok, Nr 21 - 2017 – Hälge: Presentbok, Nr 22 - 2018 – Hälge: Presentbok, Nr 23 - 2019 – Hälge: Presentbok, Nr 24 - 2020 – Hälge: Presentbok, Nr 25 - 2021 – Hälge: Presentbok, Nr 26 Samlingar med alla de numren som utkommit det året Utgivna på bokförlaget Egmont Kärnan - 2004 – Årgångs-Hälge 2004 - 2005 – Årgångs-Hälge 2005 - 2006 – Årgångs-Hälge 2006 - 2007 – Årgångs-Hälge 2007 | Tidigare serier i albumformat Utgivna på bokförlaget Egmont Kärnan - 1992 – Hälge nr 1: Älgvarning - 1993 – Hälge nr 2: Skrattvarning - 1994 – Hälge nr 3: Skjutvarning - 1995 – Hälge nr 4: Varning för älghumor - 1996 – Hälge nr 5: Varning för vådaskott! - 1997 – Hälge nr 6: Varning: Backande älg! - 1998 – Hälge nr 7: Stormvarning! - 1999 – Hälge nr 8: Machovarning! - 2000 – Hälge nr 9: Varning för hunden! - 2001 – Hälge nr 10: 10 år - Gubbvarning! - 2002 – Hälge nr 11: Viltvarning! - 2003 – Hälge nr 12: Varning för träsmak! - 2004 – Hälge nr 13: Varning för utbrändhet! - 2005 – Hälge nr 14: Varning! Svag is! - 2006 – Hälge nr 15: Glesbygdsvarning! - 2007 – Hälge nr 16: Grubbelvarning! - 2008 – Hälge nr 17: Varning! Fallande älg - 2009 – Hälge nr 18: Varning! För växthuseffekten! - 2010 – Hälge nr 19: Varning! För parning! - 2011 – Hälge nr 20: Varning för älgskador! - 2012 – Hälge nr 21: Varning för minor! - 2013 – Hälge nr 22: Fyllevarning! - 2014 – Hälge nr 23: Kamou-varning! - 2015 – Hälge nr 24: Halkvarning! - 2016 – Hälge nr 25: Varning för jordskott! - 2017 – Hälge nr 26: Lavinvarning! - 2018 – Hälge nr 27: Varning för skrattjakt! - 2019 – Hälge nr 28: Varning för kalhygge! - 2020 – Hälge nr 29: Varning för knock-out - 2021 – Hälge nr 30: Varning för tjuvjakt! Tidigare serier i bokform Utgivna på bokförlaget Semic - 2006 – Stora Machoboken - 2007 – Den stora boken om jakten... på lyckan - 2008 – Stora boken om ett litet hundliv - 2009 – Stora boken om storvilt... och... småvilt - 2010 – Stora boken om viltvård... - 2011 – Stora boken om natur och naturbehov - 1994 – Älgpocket: Hälge... på kornet (Egmont - pocketbok) - 1998 – Hälgepocket: Nr 1 (Egmont - pocketbok) - 2007 – Hälge: En överlevare (Egmont - inbunden) |

## Spel

### Datorspel
Hälge gavs ut som datorspel under 2001, producerat och distribuerat av företaget Vision Park. Spelet (utan titel) är i tecknad 2D-grafik och går ut på att hjälpa Hälge riva ner de sju jakttornen. Varje torn är ett minispel som kräver en viss list och snabbhet för att besegras. På vägen mellan de olika jakttornen går Hälge i skogen och kan plocka upp olika föremål som ligger på marken. Dessa kan exempelvis vara hundben som kan kastas för att bli av med hunden Blixten.

### Brädspel
Hälge finns också som sällskapsspel med namnet Jaktfeber, utgivet 2001 av Kärnan. Spelet är för två till fyra spelare där varje spelare använder en Hälge-pjäs i en viss färg. Jaktfeber går ut på att få Hälge till att bli en 12-taggare, dvs. att fylla de 12 hornbitarna på sin spelbricka som är utformad som Hälges huvud. Det finns även chanskort och jägare utplacerade på planen som kan få en att förlora horn.

## Utmärkelser och i kulturen
- 2002 fick seriens skapare Lars Mortimer motta Svenska Serieakademins utmärkelse Adamsonstatyetten.[3]

- Den 25 september 2008 avbildades Hälge som frimärke i samband med Frimärkets dag. I bilden på frimärket lämnar Hälge älgjakten och ger sig iväg till Mallorca.[2]